# 咲耶会
咲耶会（さくやかい）とは、大阪大学外国語学部同窓会の名称。

## 概要
この名称は、古今和歌集序「難波津の歌」（「難波津に 咲くや木の花 冬籠もり 今は春べと 咲くや木の花」）に由来する。この歌は、百済から千字文をもたらしたと伝えられる王仁の歌とされる。卒業生である司馬遼太郎、陳舜臣らによって命名され、1981年の同窓会総会によって決定された。
名誉会長は東明彦（外国語学部長）、会長は少徳敬雄（元パナソニック副社長）である  。国内に23支部（札幌、仙台、東京、静岡、名古屋、岐阜、福井、京都、奈良、大阪、神戸、播但、香川、徳島、愛媛、高知、岡山、広島、福岡、熊本、宮崎、沖縄、鳥取）、海外に17支部（香港、北京、大連、上海、マニラ、バンコク、ミラノ、ニューヨーク、サンパウロ、ロサンゼルス、ロンドン、デュッセルドルフ、ジャカルタ、ソウル、パリ、モスクワ、シドニー外語会）があり、本部事務局は、大阪府箕面市粟生間谷東8丁目1-1、大阪大学外国語学部内E棟に置かれていた。
2021年4月、大阪大学外国語学部の箕面船場への移転に伴い咲耶会事務局も新キャンパス 箕面市船場東3丁目5番10号大阪大学 箕面キャンパス 外国学研究講義棟1F に移転。新キャンパスでの開局は3月18日。
咲耶会は、大阪大学外国語学部（及び旧大阪外国語大学）の同窓会として、会員・教員および在学生との相互連絡・交流および親睦を図り、母校の発展に資することを目的として活動を継続している。